# Francisco Serrano Bedoya
Francisco Serrano Bedoya, né le 26 octobre 1812 ou 1813, à Quesada et mort le 23 septembre 1882 à Madrid, est un militaire et homme politique espagnol, ministre de la Guerre du gouvernement Sagasta en 1874, le dernier gouvernement de la Première République.